# آدون اوگانشای
آدون اوگانشای (انگلیسی: Adetoun Ogunsheye؛ زادهٔ ۵ دسامبر ۱۹۲۶) سیاست‌مدار اهل نیجریه است.
وی همچنین برندهٔ جوایزی همچون برنامه فولبرایت شده‌است.